# امینه شاهینیز حمور
امینه شاهینیز حمور (عربی: أمينة شاهينيز حمور؛ زادهٔ ۴ اوت ۱۹۸۳) بازیکن فوتبال اهل الجزایر است.
وی همچنین در تیم ملی فوتبال Algeria بازی کرده‌است.